# RRRrrrr!!!
Cet article possède un paronyme, voir RRR.
Pour plus de détails, voir Fiche technique et Distribution.
RRRrrrr!!! est un film français réalisé par Alain Chabat, tourné en 2003 et sorti en 2004.

## Synopsis
Il y a 35 000 ans, à l'âge de pierre, deux tribus voisines vivaient en paix à un cheveu près. Pendant que la tribu des Cheveux Propres coulait des jours paisibles en gardant pour elle seule le secret de la formule du shampooing, la tribu des Cheveux Sales se lamentait.
Son chef décida d'envoyer un espion pour voler la recette. Mais un événement bien plus grave allait bouleverser la vie des Cheveux Propres : pour la première fois dans l'histoire de l'humanité, un crime venait d'être commis. Comment découvrir son auteur ?
Au temps des mammouths commence la première enquête policière de l'Histoire.
Scène post-générique
Le préveneur de nuit expérimente la peinture rupestre.

## Fiche technique
Sauf indication contraire, les informations mentionnées dans cette section peuvent être confirmées par la base de données cinématographiques IMDb,  présente dans la section « Liens externes ».
- Titre original : RRRrrrr!!!
- Réalisation : Alain Chabat
- Scénario : Alain Chabat, Maurice Barthélemy, Marina Foïs, Pierre-François Martin-Laval et Jean-Paul Rouve
- Musique : Frédéric Talgorn
- Décors : Maamar Ech-Cheikh
- Costumes : Olivier Bériot
- Photographie : Laurent Dailland
- Son : Pierre Excoffier, Eric Chevallier, Thierry Lebon
- Montage : Juliette Welfling
- Création Affiche & Photos : Julien Pelgrand
- Production : Amandine Billot 
  - Production déléguée : Patrick Bordier
- Sociétés de production[1] : Chez Wam, Studiocanal, Les Robins des Bois Airlines et TF1 Films Production
- Sociétés de distribution[2] : Mars Distribution (France) ; Cinéart (Belgique) ; Christal Films / Lions Gate Films (Québec) ; Frenetic Films (Suisse romande)
- Budget : 17 820 081 €[3],[4] (soit environ 25,2 millions d'euros en 2024[5])
- Pays de production :  France
- Langue originale : français
- Format[6] : couleur - 35 mm - 2,35:1 (Cinémascope) - son Dolby
- Genre : comédie, policier
- Durée : 98 minutes
- Dates de sortie[7] :
  - France, Belgique, Suisse romande : 28 janvier 2004[8],[9]
  - Québec : 30 juillet 2004[10]
- Classification[11] :
  - France : tous publics (conseillé à partir de 10 ans)[12],[13]
  - Belgique : tous publics (Alle Leeftijden)[8]
  - Québec : tous publics (G - General Rating)[10]
  - Suisse romande : interdit aux moins de 10 ans[14]

## Distribution
- Maurice Barthélemy : Pierre, le chef des Cheveux Propres
- Élise Larnicol : Pierre, la femme du chef des Cheveux Propres
- Jean-Paul Rouve : Pierre, le blond
- Pierre-François Martin-Laval : Pierre, le frisé
- Marina Foïs : Guy
- Gérard Depardieu : Tonton, le chef des Cheveux Sales, père de Guy
- Jean Rochefort : Lucie, l'ancien chef des Cheveux Sales
- Alain Chabat : Pierre, le guérissologue[15]
- Pascal Vincent : Pierre, le préveneur de nuit
- Sébastien Thiéry : Pierre, le fouillologue
- Juliette Poissonnier : Pierre, la gardeuse
- Valérie Lemercier : Pierre, la prof de guitare-couture
- Maroussia Dubreuil : Pierre, l'élève de guitare-couture
- Xavier Maly : Pierre, le végétal
- Dominique Besnehard : Pierre, le dévoré par l'oursmouth
- Damien Jouillerot : le piégeur des Cheveux Sales 1
- Samir Guesmi : le piégeur des Cheveux Sales 2
- Dominique Farrugia : le gourdinier
- Joeystarr : l'essayeur de gourdins
- Cheikna Sankare : l'essayé de gourdins
- Gilles David : Pierre, le Trop Grand 1
- Jean-Paul Bonnaire : Pierre, le Trop Grand 2
- Florence Muller : la femme du préveneur de nuit
- Édith Le Merdy : Pierre, la mère du blond
- Bernard Chéron : Pierre, le père du blond
- Cyril Casmèze : Tonton, le Cheveu Sale muet
- Gilles Conseil : Tonton
- Patrick Médioni : Tonton
- Michel Bouis : Tonton
- Olivier Baroux : le narrateur (voix)

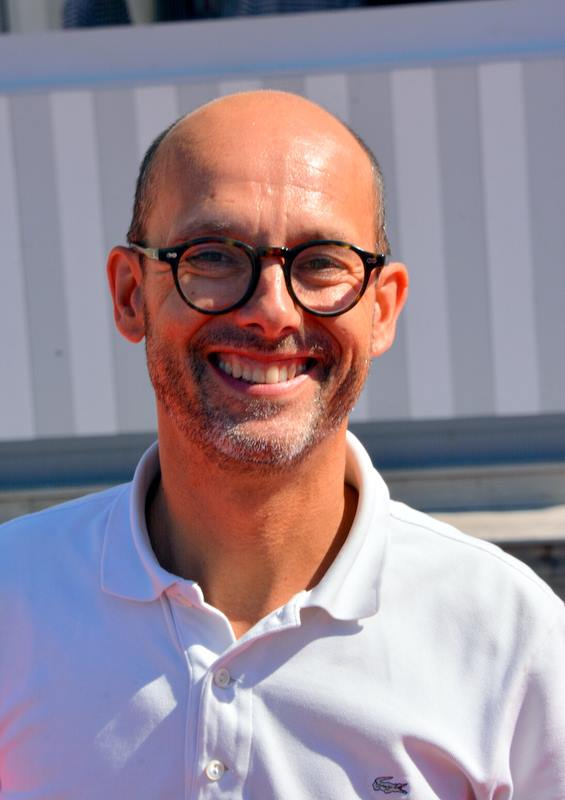
Maurice Barthélemy
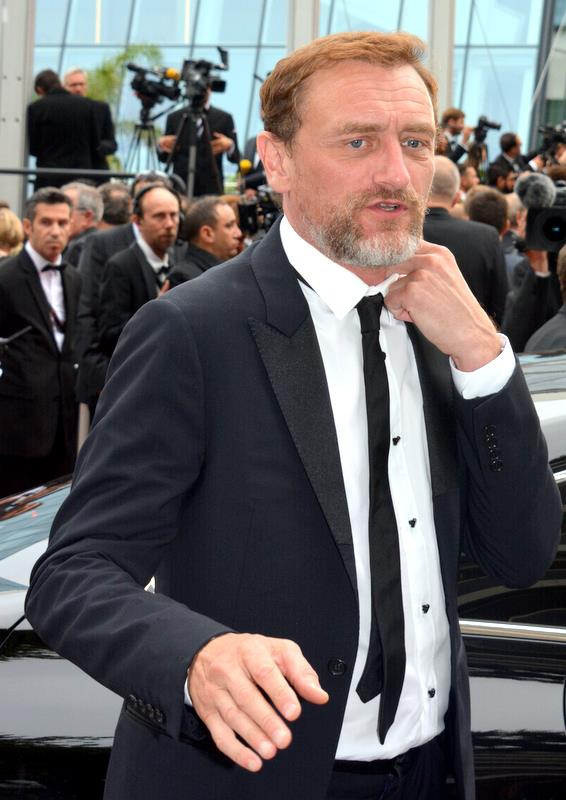
Jean-Paul Rouve
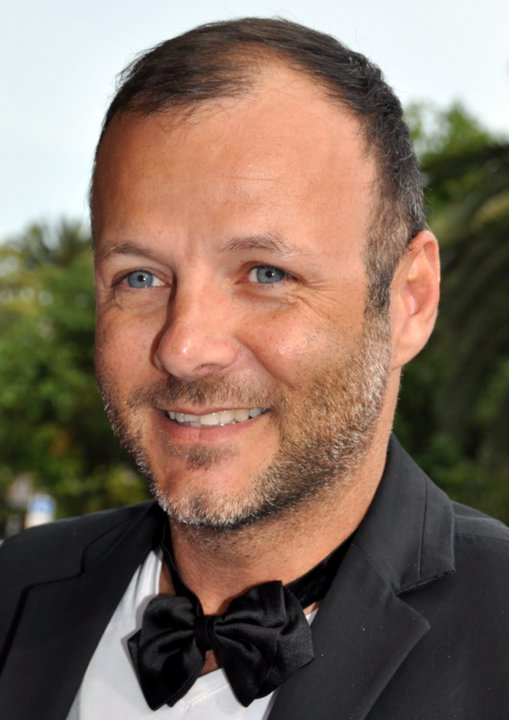
Pierre-François Martin-Laval
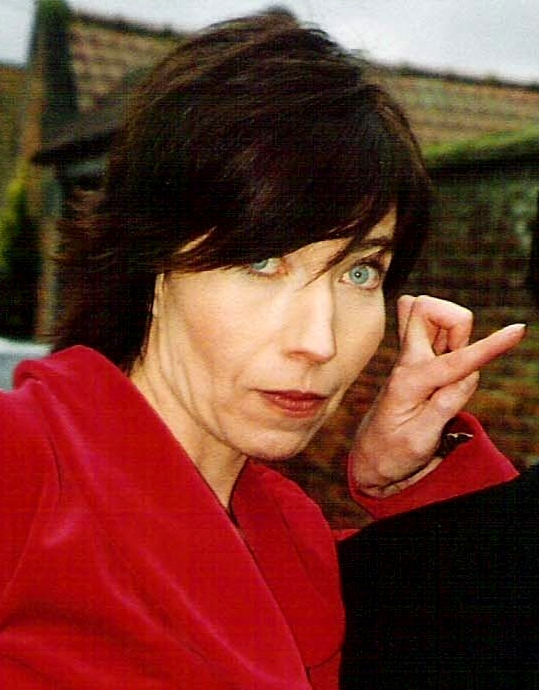
Élise Larnicol
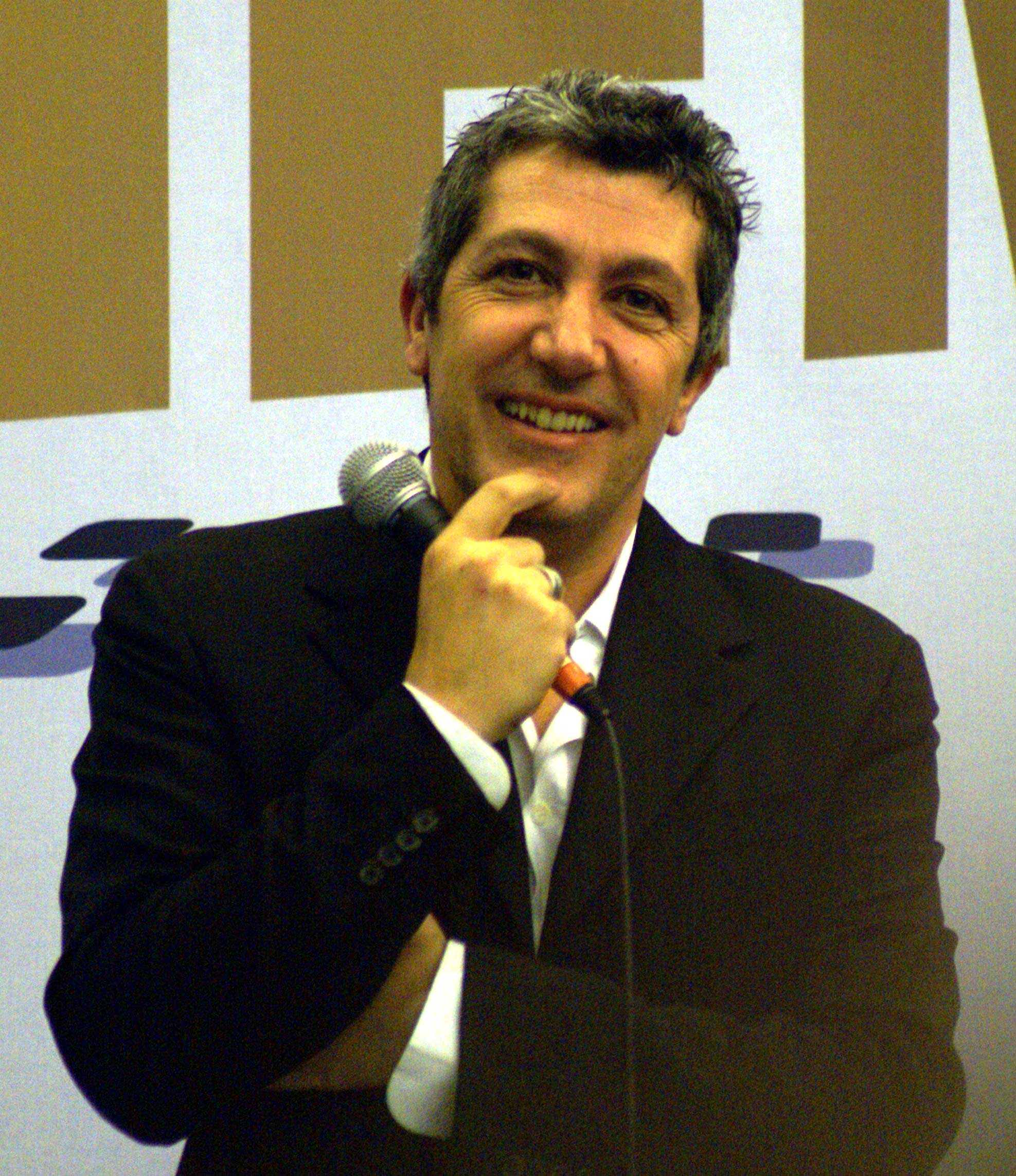
Alain Chabat
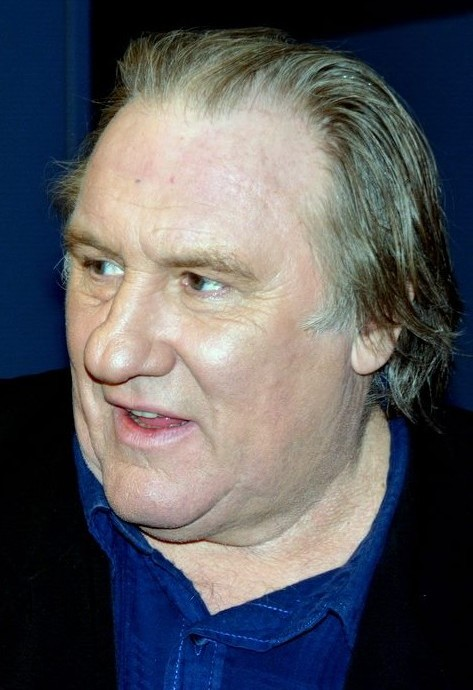
Gérard Depardieu
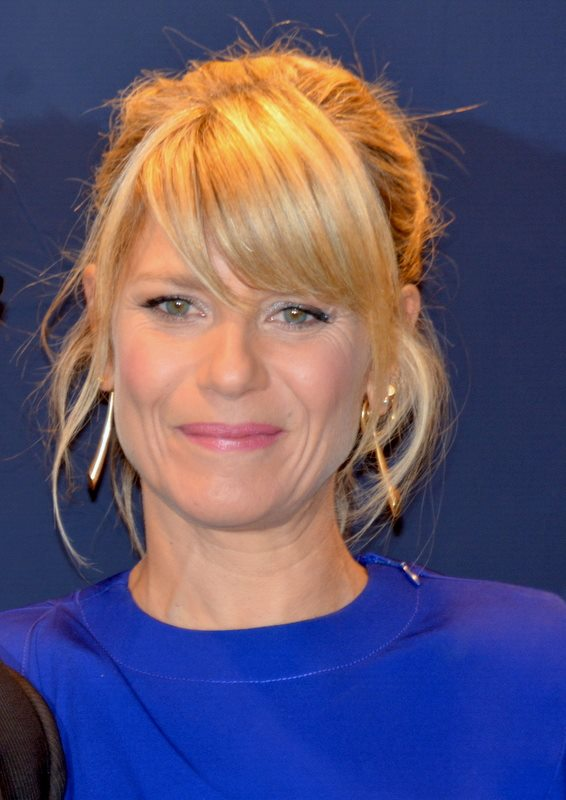
Marina Foïs
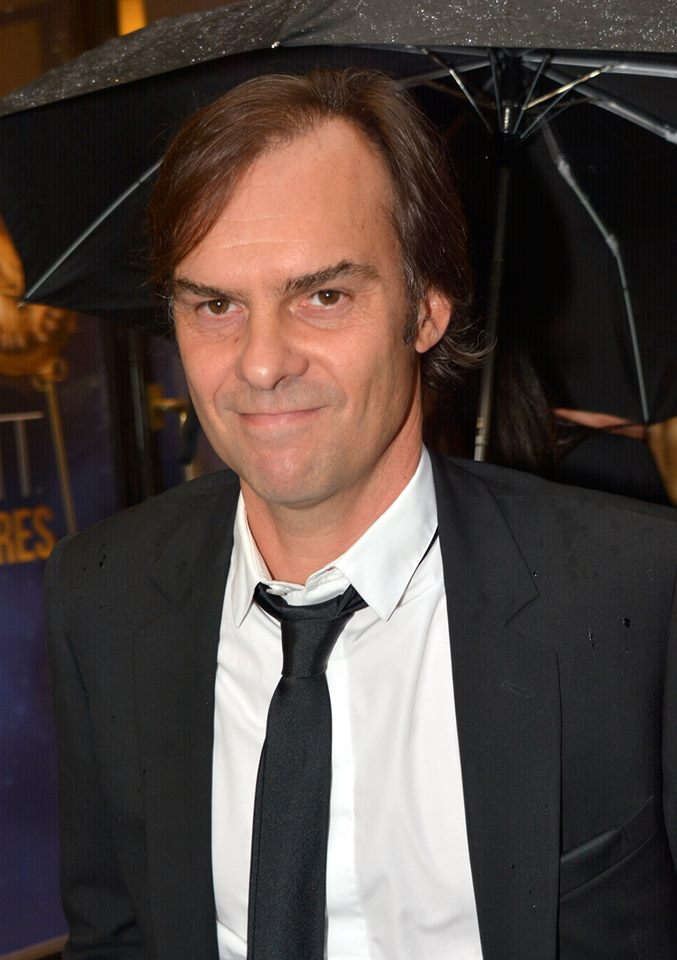
Sébastien Thiéry
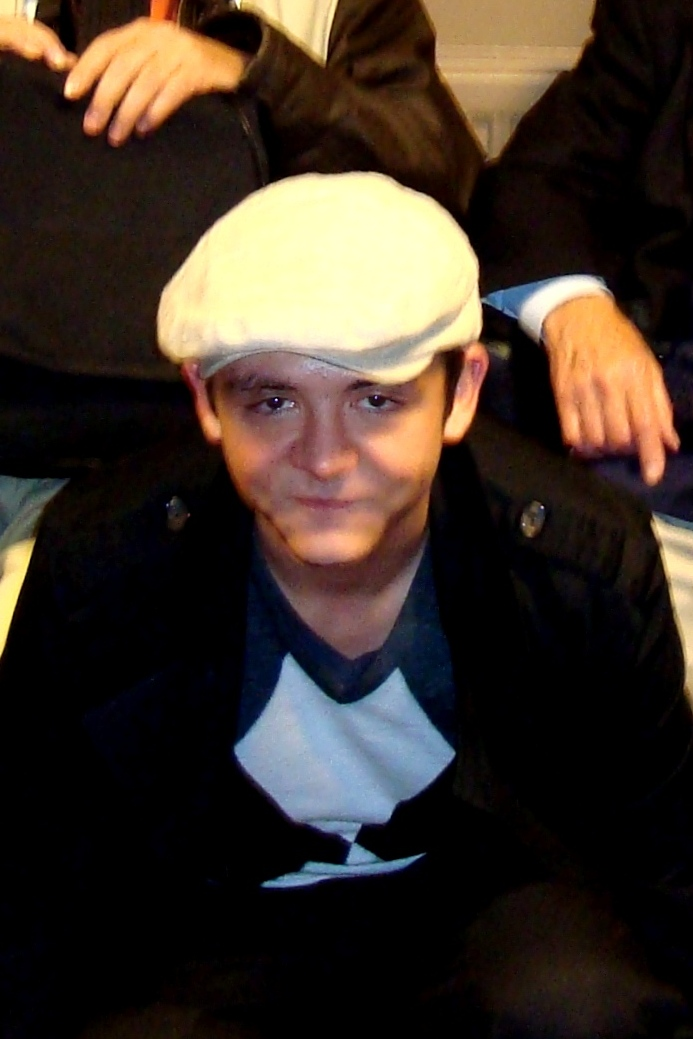
Damien Jouillerot
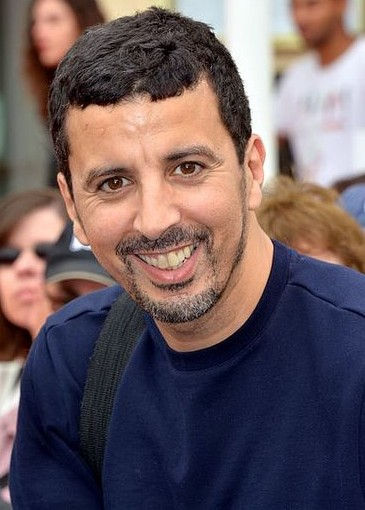
Samir Guesmi
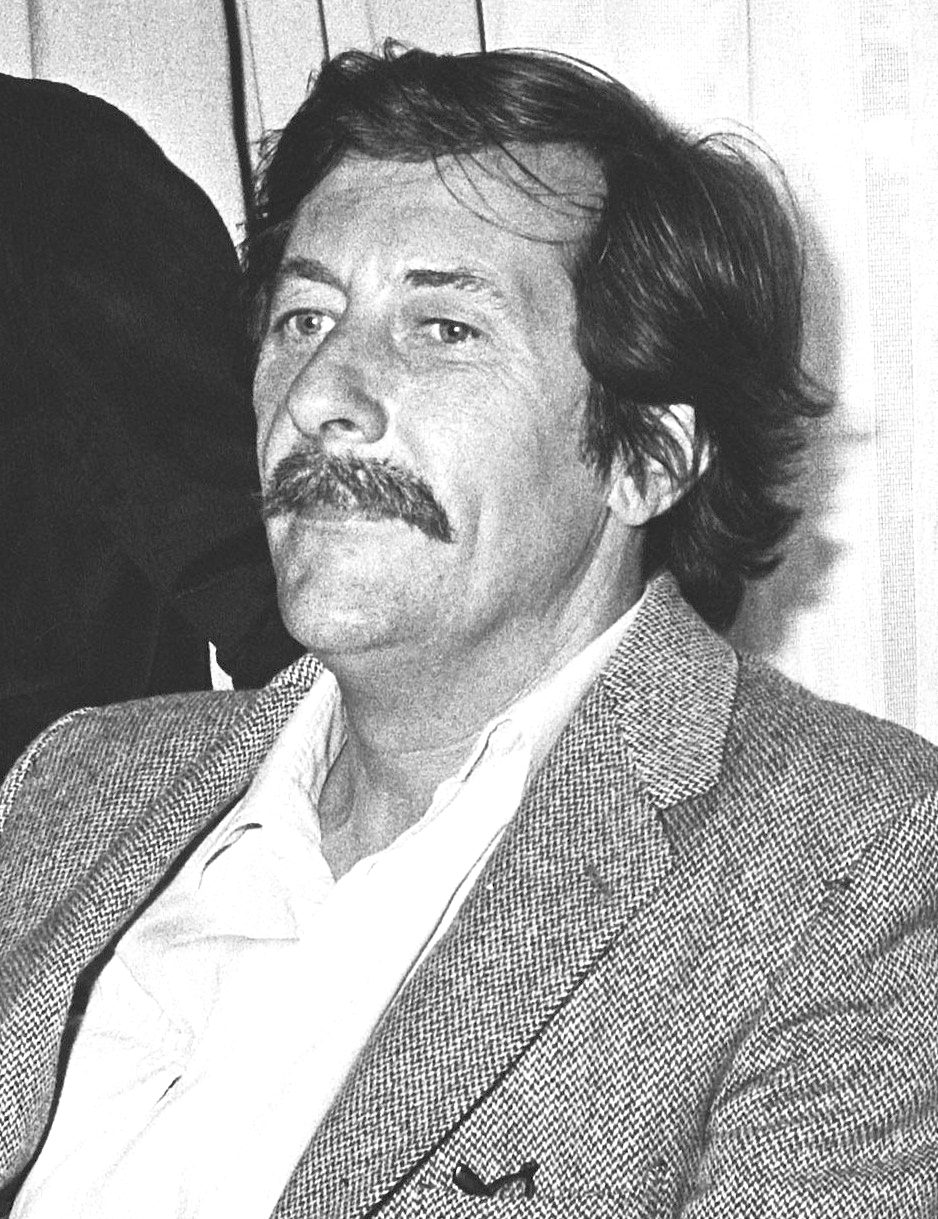
Jean Rochefort
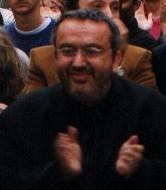
Dominique Farrugia
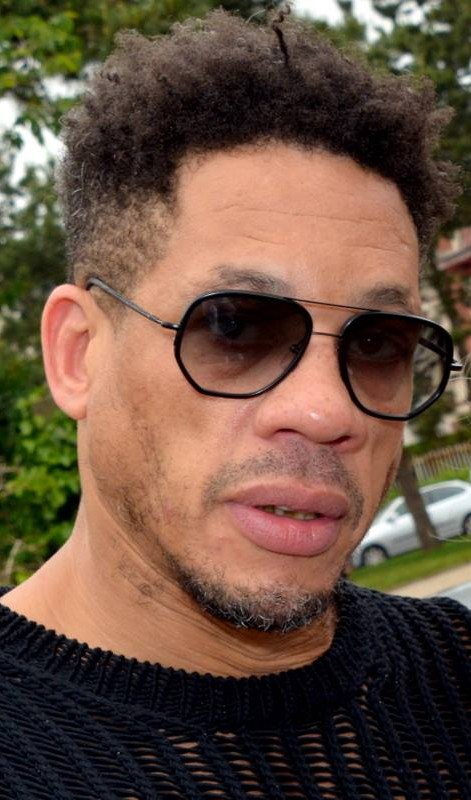
Joeystarr
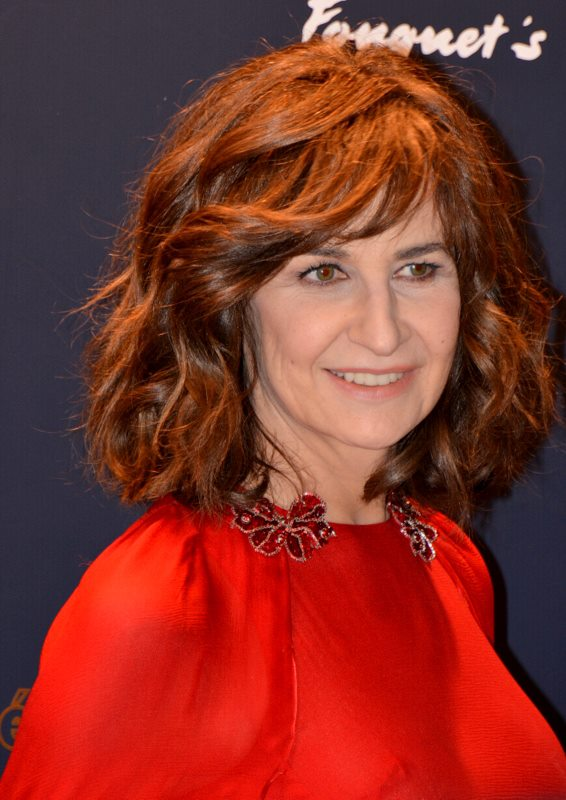
Valérie Lemercier
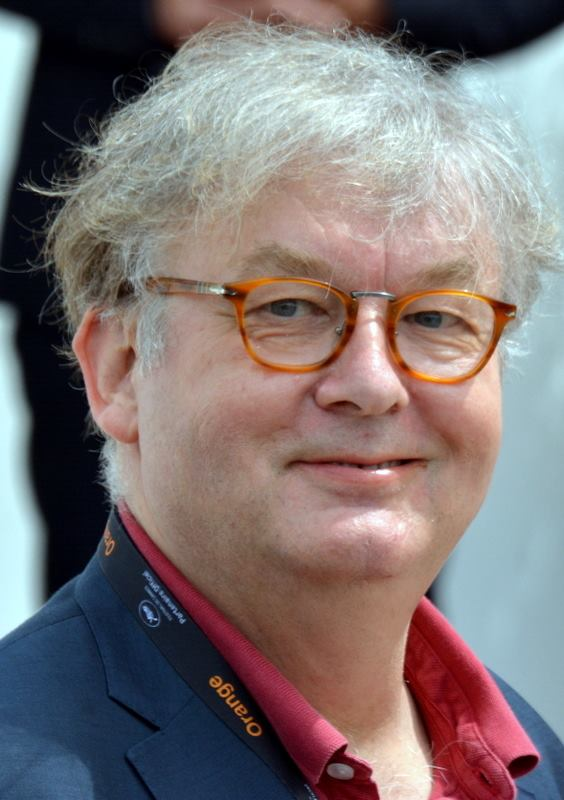
Dominique Besnehard
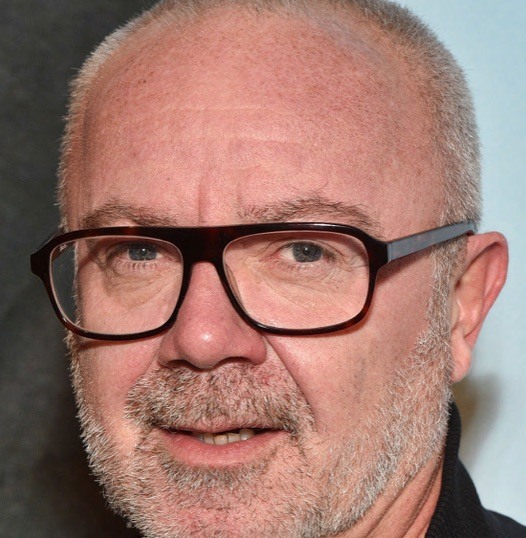
Olivier Baroux

## Production

### Tournage
Le film a été tourné aux Rives et à Saint-Jean-de-la-Blaquière dans l'Hérault, ainsi qu'à La Roque-sur-Cèze dans le Gard durant près de douze semaines, à 90 % en extérieurs.

## Bande originale
La bande originale comporte notamment des titres de hip-hop : Joey Starr chante l'intro du film avec Les Robins Des Bois et Alain Chabat et il interprète La Vie comme elle vient en duo avec Naja pour le générique de fin ; Dadoo et Jim Hennessy interprètent Ding ding ; Kamnouze, Jango Jack et Shadie interprètent le caverneux Grrrrr. On retrouve également Ophélie Winter, compagne de l'époque d'Alain Chabat, chantant Yeah Yeah Yeah (présent sur son album Explicit Lyrics), et le groupe Superbus — dont la chanteuse n’est autre que la fille de  Chantal Lauby de Les Nuls, Jennifer Ayache — qui interprète Monday to Sunday, que l'on entend pendant la partie de « biche-volley ». Créée spécialement pour la bande originale du film, Monday to Sunday figure ensuite sur la réédition de l'album Pop'n'Gum de Superbus.
La bande originale du film est sortie en double CD sur le label Chez Wamusic avec le sous-titre Le Son de la préhistoire.

## Accueil

### Sortie
Sauf indication contraire, les informations mentionnées dans cette section peuvent être confirmées par la base de données cinématographiques IMDb,  présente dans la section « Liens externes ».
| Pays                | Titre                                                                          | Dates                        |
| ------------------- | ------------------------------------------------------------------------------ | ---------------------------- |
| Russie              | Миллион лет до нашей эры (en français : Un million d'années avant notre ère)   | 28 janvier 2004              |
| Belgique            | RRRrrrr!!!                                                                     | 28 janvier 2004              |
| France              | RRRrrrr!!!                                                                     | 28 janvier 2004              |
| Turquie             | RRRrrrr!!!                                                                     | 4 juin 2004                  |
| Slovénie            |                                                                                | 10 juin 2004                 |
| Pays-Bas            | RRRrrrr!!!                                                                     | 1er juillet 2004             |
| Grèce               | Γκρρρ!!! Προϊστορικά Εγκλήματα (en français : Grrrrr!!! Crimes préhistoriques) | 23 juillet 2004              |
| Pologne             | RRRrrrr!!!                                                                     | 23 juillet 2004              |
| Émirats arabes unis |                                                                                | 1er septembre 2004           |
| République tchèque  | RRRrrrr!!!                                                                     | 23 septembre 2004            |
| Portugal            | RRRrrrr!!!                                                                     | 30 septembre 2004            |
| Thaïlande           | อาร์ร์ร์! ไข่ซ่าส์! โลกา ก๊า ก ...!                                                   | 2 décembre 2004              |
| Brésil              | RRRrrr!!! Na Idade da Pedra (en français : RRRrrr!!! À l'âge de Pierre)        | 16 décembre 2005 (São Paulo) |
| Espagne             | ¡¡¡Caverrrrnícola!!!                                                           | 18 août 2006                 |

### Accueil critique
Le film a reçu de très mauvaises critiques de la part de la presse.
Ainsi le journal Le Parisien, dans son numéro du 28 janvier 2004, a mis en couverture une photo du film titrée en gros caractère « NUL ! »,, suivie d'un dossier consacré à l'accumulation de sorties de comédies françaises jugées déplaisantes, fait assez rare. Le réalisateur Alain Chabat a confié par la suite avoir été très affecté par cette une du journal et par l'ensemble des critiques négatives de la presse, au point qu'il s'écoulera un très long moment (8 années) avant qu'il ne retourne à la réalisation.
Il reçoit notamment : « Même pas drrrrôle » par Les Inrockuptibles, « un film ni fait ni à faire » par Télérama et « RRRrrrr ! ! ! ne manque pas d'r. Mais c'est surtout du vent » par Le Parisien. Le site Allociné lui attribue la note de 2,6⁄5, basée sur 20 avis de la presse.
Malgré cela, il reçut de la part des spectateurs un accueil plus favorable, notamment de la part des admirateurs de la première heure de Chabat et des Nuls plus généralement. Il reçoit la note de 5,5/10 sur le site de référence culturel francophone SensCritique, basée sur plus de 45 000 avis du public. De nombreuses répliques du film sont devenues cultes, comme :
- « Vous connaissez ma femme ? Elle est belle, hein ? », quand Pierre, chef des Cheveux Propres, présente répétitivement son épouse Pierre à des personnes qui la connaissent déjà très bien.
- « Ça va être tout noir ! — Ta gueule ! », l'avertissement formulé en fin de journée par Pierre, le préveneur de nuit, lorsqu'il passe devant chaque caverne, suivi de la réponse qu'il attend des habitants concernés, en une sorte d'accusé de réception du message.
- « Passez pas derrière ! », l'avertissement formulé par Pierre, chef des Cheveux Propres, aux personnes qui passent derrière Pierre, son épouse, car cette dernière peut alors ruer avec force.
- « Gueu ! Guu ! Guou ! », quand de nombreux Pierre essaient de prononcer le nom de Guy, trop exotique pour leur langue.

Cependant sur le site Allociné le film reçoit une note décevante. Elle est de 2,3/5 basé sur plus de 21 000 avis du public.

## Distinctions
En 2004, RRRrrrr!!! a été sélectionné 4 fois dans diverses catégories et n'a remporté aucune récompense.

### Nominations
- NRJ Ciné Awards 2004 :
  - Meilleur film "qui fait rire",
  - Meilleure réplique pour Pascal Vincent,
  - Meilleur look pour Alain Chabat.

### Sélections
- Festival international du film de comédie de l'Alpe d'Huez 2004 : Film d'ouverture.

## Autour du film
- L'introduction fait référence à la bataille d'Hamburger Hill[réf. nécessaire].
- Comme le film se déroule à l'âge de pierre, tous les membres de la tribu des Cheveux Propres (hommes et femmes) s'appellent « Pierre ». Dans la traduction anglaise, les hommes de la tribu des Cheveux Propres s'appellent tous « Adam » et les femmes de la tribu des Cheveux Propres s'appellent toutes « Ève » (cela dit, le sous-titrage anglais indique que les hommes de la tribu des Cheveux Propres s'appellent tous « Stone », qui signifie « pierre » en anglais).
- Le film a été doublé en thaï ; il rejoint ainsi la petite vingtaine de films français ayant eu ce privilège[réf. nécessaire].
- La cérémonie de remise du shampoing aux cheveux sales fait la parodie de la remise de la boule de cristal à la fin de Star Wars, épisode I : La Menace fantôme.
- La scène où le « chienmouth » du guérissologue (Alain Chabat) se fait renverser accidentellement, lui donnant un motif pour se venger est une référence au film Souviens-toi l'été dernier.
- La réplique « Ça va être tout noir ! - Ta gueule ! » est utilisée par un comédien déguisé en gendarme pour prévenir du début du couvre-feu à Lampaul-Plouarzel durant la pandémie de Covid-19 en France, en 2020-2021[21]. Le Gorafi en fera un running-gag sur Twitter[22].
- Dominique Farrugia devait produire RRRrrrr!!!, mais a dû laisser sa place à Alain Chabat car il fut nommé à la tête des programmes de Canal+[23],[17].
- Durant le tournage Maurice Barthélemy s'est blessé en s'enfonçant une écharde dans le pied[24].
- C'est en scooter lors d'un trajet avec Jean-Paul Rouve que Maurice Barthélémy a eu l'idée de RRRrrrr!!![23],[17].